# Lane Motor Vehicle Company

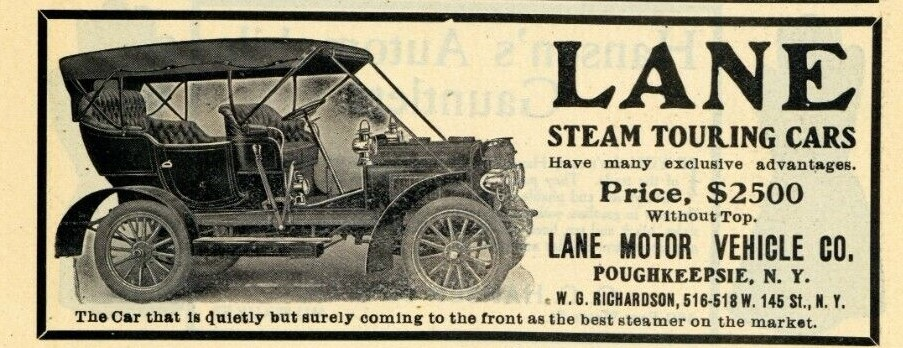
Anzeige von 1907

Lane Motor Vehicle Company war ein US-amerikanischer Hersteller von Automobilen.

## Unternehmensgeschichte
Die Brüder George, John M. und William J. Lane stellten im Sommer 1900 ihren ersten Dampfwagen her, dem bis zum Jahresende 14 weitere folgten. Erst 1901 gründeten sie das Unternehmen in Poughkeepsie im US-Staat New York. Der Markenname lautete Lane. 1911 endete die Kraftfahrzeugproduktion. Insgesamt entstanden 733 Fahrzeuge.
Das Unternehmen existierte danach noch eine Zeitlang weiter.
Es gab keine Verbindung zur Lane Light Car Manufacturing Company, die 1915 den gleichen Markennamen benutzte.

## Fahrzeuge
Im Angebot standen ausschließlich Dampfwagen mit Kettenantrieb. 1900 gab es nur No. 1 als Runabout.
1901 standen No. 0 als Light Runabout, No. 1 als Runabout, No. 2 als Dos-à-dos sowie No. 3 und No. 4 als Surrey zur Wahl.
1902 blieben No. 0 und No. 4 unverändert. No. 2 und No. 3 waren Runabouts. Für No. 1 ist kein Aufbau überliefert.
Von 1903 bis 1904 gab es weiterhin den No. 0 als Light Runabout, und außerdem No. 1 und No. 2 als Runabout und No. 4 als Tourenwagen.
Von 1905 bis 1906 beschränkte sich das Angebot auf den Style 6. Er war als Tonneau und Runabout erhältlich.
1907 war das Model 7 das kleine Modell. Der Dampfmotor leistete 20 PS. Das Fahrgestell hatte 246 cm Radstand. Zur Wahl standen Tourenwagen und Victoria. Das Model 75 hatte einen 30-PS-Motor und 284 cm Radstand. Erhältlich waren Tourenwagen und Runabout.
1908 gab es Model 8 als Roadster und Model 9 als Tourenwagen mit dem stärkeren Motor sowie No. 10 als Runabout und No. 11 als Tourenwagen mit dem schwächeren Motor. Die Radstände sind nicht überliefert.
1909 standen fünf Modelle zur Wahl: Model 10 als Tourenwagen mit 257 cm Radstand und Model 14 als Runabout mit 249 cm Radstand, jeweils mit dem schwächeren Motor; sowie Model 12 als Close-Coupled mit 320 cm Radstand, Model 15 als Tourenwagen mit 304 cm Radstand und Model 18 als Roadster mit 284 cm Radstand, alle mit dem stärkeren Motor.
1910 beschränkte sich das Motorenangebot auf den 20-PS-Motor. Model 19 war ein Runabout mit 251 cm Radstand, Model 20 ein Tourenwagen mit 262 cm Radstand, Model 21 ein längerer Tourenwagen mit 318 cm Radstand, Model 22 ein Tourenwagen mit 302 cm Radstand, Model 24 ein Runabout mit 254 cm Radstand, Model 25 ein Tourenwagen mit 279 cm Radstand und Model 26 der längste Tourenwagen mit 318 cm Radstand.
1911 entfielen alle Modelle bis auf das Model 25. Die Daten entsprachen dem Vorjahr.

## Modellübersicht
| Jahr      | Modell   | Leistung (PS) | Radstand (cm) | Aufbau                |
| --------- | -------- | ------------- | ------------- | --------------------- |
| 1900      | No. 1    |               |               | Runabout              |
| 1901      | No. 0    |               |               | Light Runabout        |
| 1901      | No. 1    |               |               | Runabout              |
| 1901      | No. 2    |               |               | Dos-à-dos             |
| 1901      | No. 3    |               |               | Surrey                |
| 1901      | No. 4    |               |               | Surrey                |
| 1902      | No. 0    |               |               | Light Runabout        |
| 1902      | No. 1    |               |               |                       |
| 1902      | No. 2    |               |               | Runabout              |
| 1902      | No. 3    |               |               | Runabout              |
| 1902      | No. 4    |               |               | Surrey                |
| 1903~1904 | No. 0    |               |               | Light Runabout        |
| 1903~1904 | No. 1    |               |               | Runabout              |
| 1903~1904 | No. 2    |               |               | Runabout              |
| 1903~1904 | No. 4    |               |               | Tourenwagen           |
| 1905–1906 | Style 6  |               |               | Tonneau, Runabout     |
| 1907      | Model 7  | 20            | 246           | Tourenwagen, Victoria |
| 1907      | Model 75 | 30            | 284           | Tourenwagen, Runabout |
| 1908      | Model 8  | 30            |               | Roadster              |
| 1908      | Model 9  | 30            |               | Tourenwagen           |
| 1908      | Model 10 | 20            |               | Runabout              |
| 1908      | Model 11 | 20            |               | Tourenwagen           |
| 1909      | Model 10 | 20            | 257           | Tourenwagen           |
| 1909      | Model 12 | 30            | 320           | Close-Coupled         |
| 1909      | Model 14 | 20            | 249           | Runabout              |
| 1909      | Model 15 | 30            | 302           | Tourenwagen           |
| 1909      | Model 18 | 30            | 284           | Roadster              |
| 1910      | Model 19 | 20            | 251           | Runabout              |
| 1910      | Model 20 | 20            | 262           | Tourenwagen           |
| 1910      | Model 21 | 20            | 318           | Tourenwagen           |
| 1910      | Model 22 | 20            | 302           | Tourenwagen           |
| 1910      | Model 24 | 20            | 254           | Runabout              |
| 1910      | Model 25 | 20            | 279           | Tourenwagen           |
| 1910      | Model 26 | 20            | 318           | Tourenwagen           |
| 1911      | Model 25 | 20            | 279           | Tourenwagen           |

## Produktionszahlen
| Jahr  | Produktionszahl |
| ----- | --------------- |
| 1900  | 15              |
| 1901  | 25              |
| 1902  | 25              |
| 1903  | 25              |
| 1904  | 53              |
| 1905  | 55              |
| 1906  | 63              |
| 1907  | 47              |
| 1908  | 89              |
| 1909  | 150             |
| 1910  | 123             |
| 1911  | 63              |
| Summe | 733             |

Quelle: